# Středoplošník

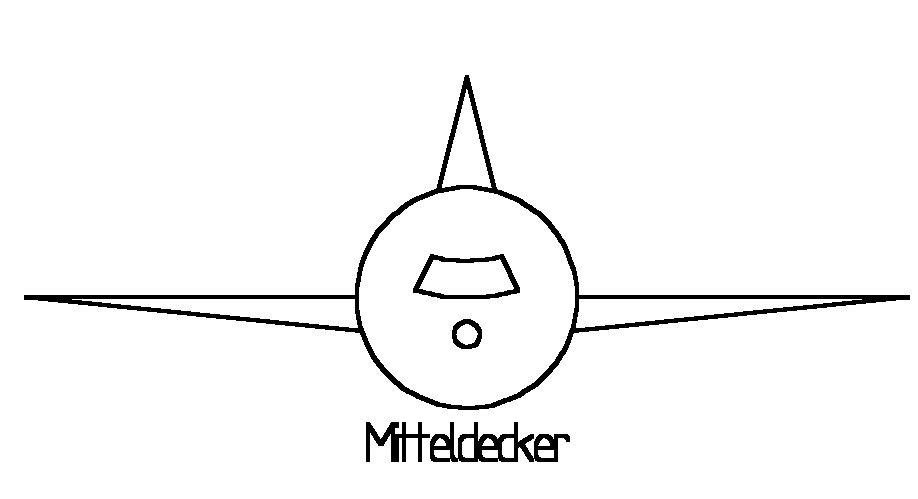
Schéma středoplošníku

Středoplošník je označení pro letoun, který ma křídlo vetknuté do středu trupu. Je aerodynamicky nejčistší. Křídlo umístěné zhruba v místě největší šířky trupu má nejmenší interferenční odpor v porovnání s ostatními dvěma typy umístění křídla. Lze říci, že toto je hlavní výhoda středoplošníku oproto ostatním dvěma umístěním křídel. Oproti hornoplošníku je zde těžiště umístěno téměř ve středu aerodynamického proudění. To má za následek dobrou stabilitu a také vyvážení v příčném směru. Nosníky v centroplánu nutně procházejí středem trupu. Používá se zejména pro vojenská nadzvuková a dále pro sportovní letadla. Potřebuje však výhledovou zatáčku. Středoplošné uspořádání je vhodné pro vojenská letadla s proudovými motory, která  mají kabinu před centroplánem a motor (nebo motory) za centroplánem. Dále pro velké bombardéry (obzvláště starší) s pumovnicí umístěnou pod nosníky křídla. Nad nosníky je průlezový tunel propojující přední a zadní část trupu. 
Tento typ konstrukčního návrhu je pro velká dopravní letadla nevhodný, i když už byl u nich také použit. Nevhodnost tohoto návrhu pro velká letadla spočívá v tom, že středem trupu (centroplánu) procházejí nosníky křídla, které značně omezují prostor, jenž může být využit pro cestující nebo náklad.  

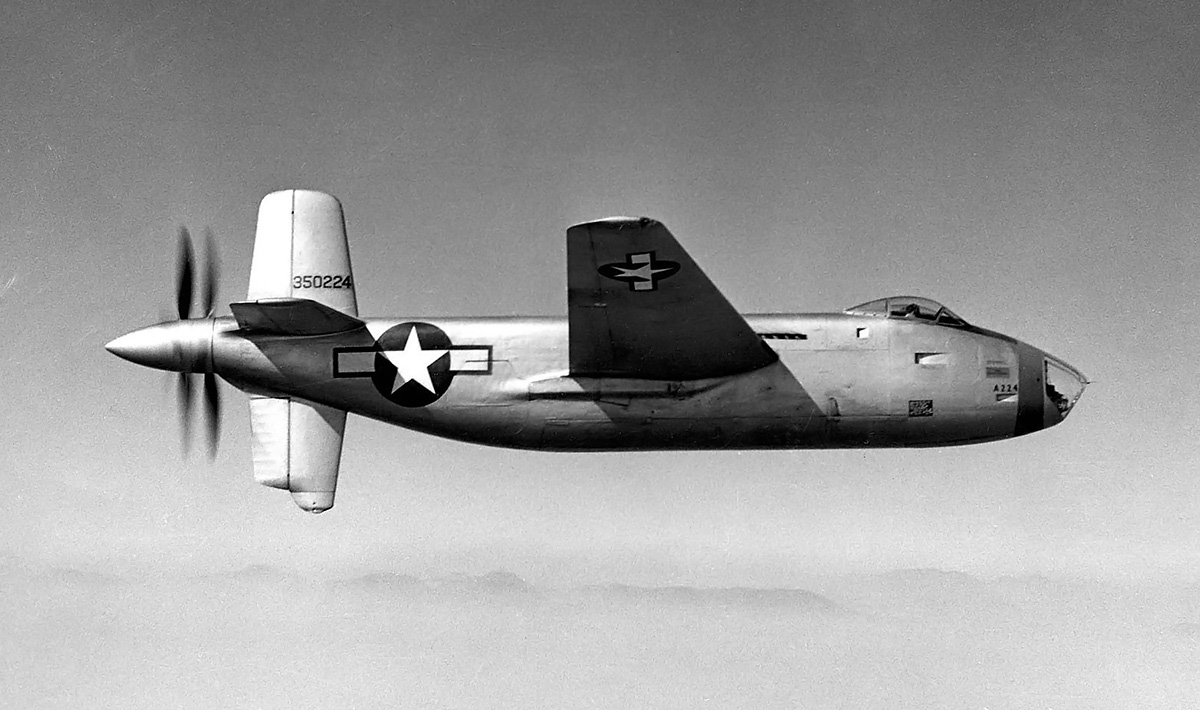
Douglas XB-42 Mixmaster

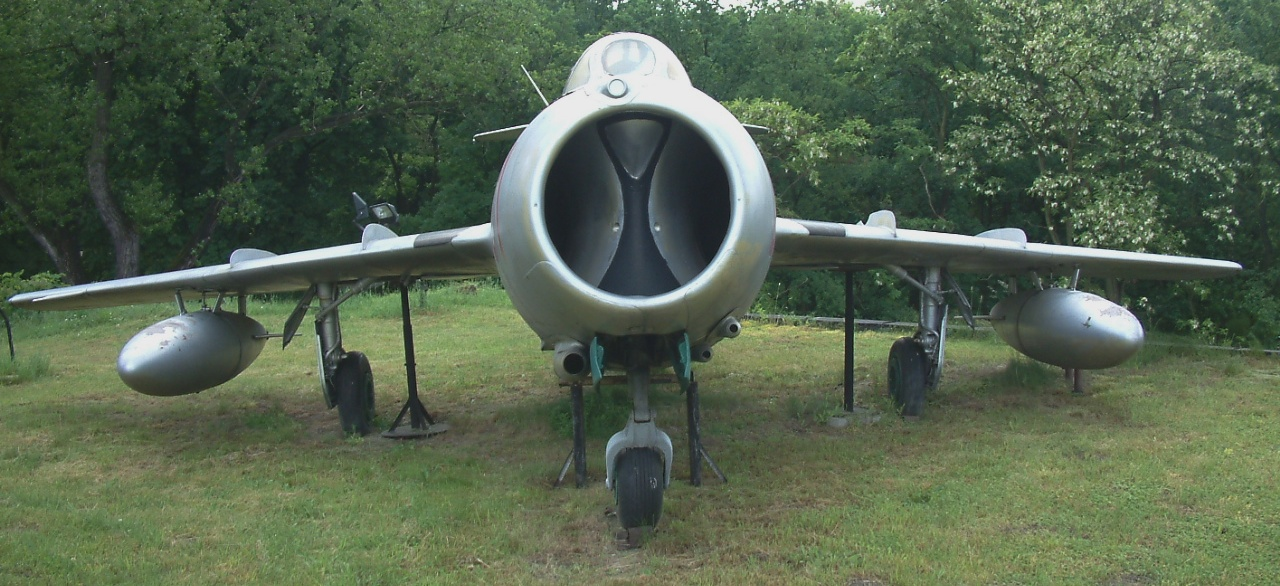
MiG-15